# Jenő
Jenő es un pueblo en el distrito de Székesfehérvár, en el condado de Fejér, Hungría.